# Leyland T45

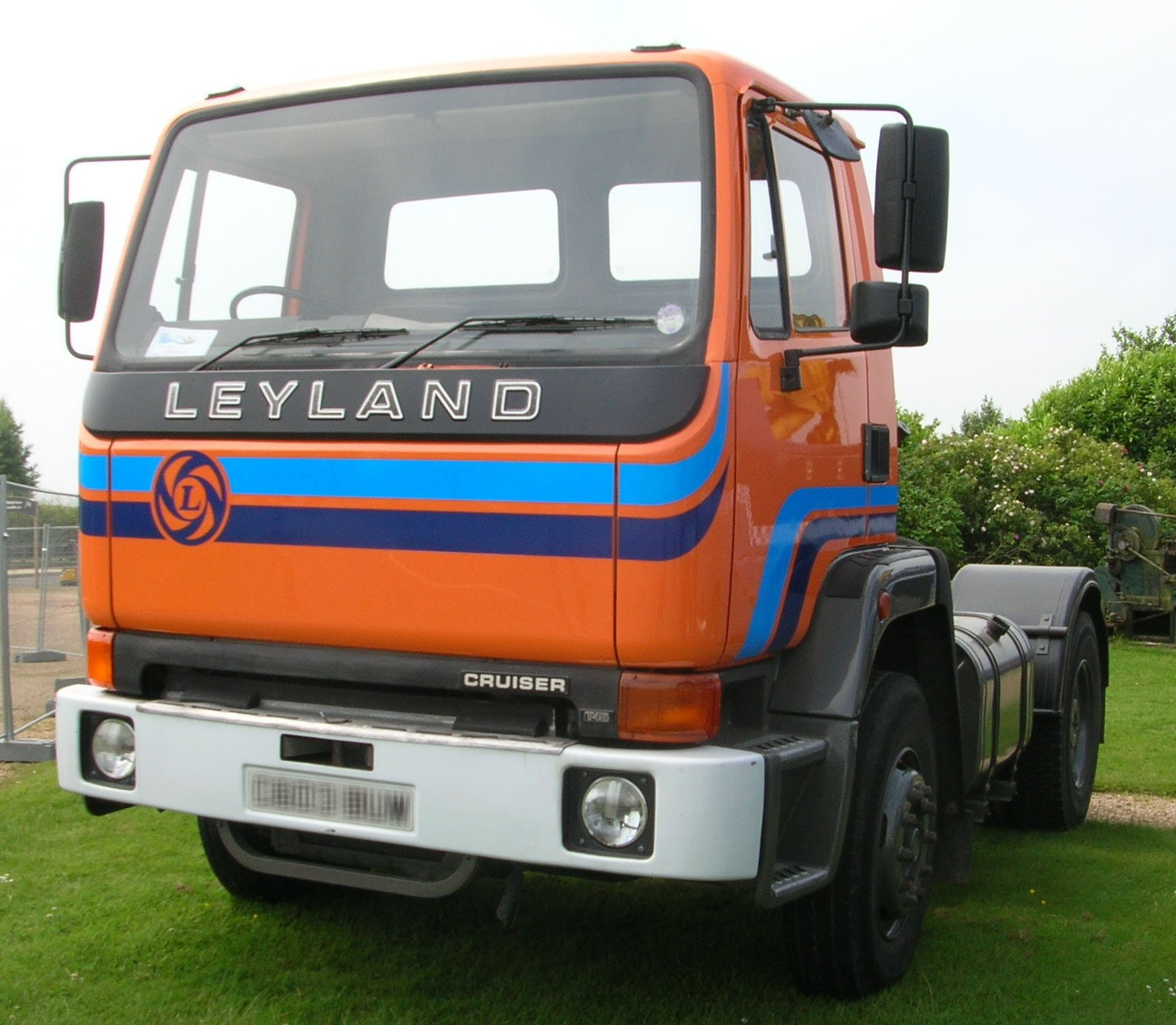
Leyland T45

De Leyland T45 of Leyland Roadtrain was een vrachtwagen van de Britse vrachtwagenfabrikant British Leyland. Het werd door de recent gecrëerde divisie Truck & Bus gepresenteerd in 1980 en werd prompt Truck van het jaar.
De vrachtwagen werd geleverd met een gamma aan verschillende motoren, ook van andere leveranciers als Cummins, Gardner en Rolls-Royce, gekoppeld aan een Spicer-transmissie. Het chassis was gebaseerd op dat van voorganger Leyland Marathon.
De cabine werd ontwikkeld in de windtunnel. Vooral voor de zwaardere modellen was de cabine relatief klein, zeker vergeleken met de Globetrotter-cabine van Volvo of de Spacecab van DAF.
Na de overname van Leyland Trucks door DAF werd de vrachtwagen aangeboden als Leyland-DAF 80, met enkel de DAF 11,6 liter motor die 300 of 330 pk kon leveren. In 1994 werd het opgevolgd door de DAF 85.